# Унцешты
Унцешты (рум. Unţeşti, Унцешть) — село в Унгенском районе Молдавии. Относится к сёлам, не образующим коммуну.

## История
История села насчитывает более 600 лет. Впервые упоминается в легенде о возникновении названия города Унгень. У боярина Василия Лупу, проживающего в селе Унцешть, турки украли дочь. В результате погони, устроенной отцом девушки, турок настигли у переправы через реку Прут и вызволили девушку из недолгого плена. В благодарность и в честь этого боярин решил в том месте построить трактир. При строительстве, когда рыли землю под фундамент, находили в большом количестве копыта овец, которые тогда ещё называли унгь. А трактир стал называться *Ханул унгиилор*. От которого по легенде и пришло название этому населённому пункту Унгень.

## География
Село расположено в 8 км от районного центра Унгены и в 74 км от Кишинёва на высоте 221 метров над уровнем моря. Железнодорожная станция.

## Население
По данным переписи населения 2004 года, в селе Унцешть проживает 1784 человека (897 мужчин, 887 женщин).
Этнический состав села:
| Национальность | Число жителей | Процентный состав |
| -------------- | ------------- | ----------------- |
| молдаване      | 1749          | 98.04             |
| украинцы       | 16            | 0.9               |
| русские        | 8             | 0.45              |
| румыны         | 1             | 0.06              |
| болгары        | 1             | 0.06              |
| прочие         | 9             | 0.5               |
| Всего          | 1784          | 100%              |

## Известные уроженцы
- Василаке, Василий Константинович (1928—2008) — молдавский писатель.